# Ceratitis roubaudi
Ceratitis roubaudi är en tvåvingeart som först beskrevs av Mario Bezzi 1923.  Ceratitis roubaudi ingår i släktet Ceratitis och familjen borrflugor.
Artens utbredningsområde är Kongo. Inga underarter finns listade i Catalogue of Life.